# Chiesa di Santa Maria Ausiliatrice (Cortaccia sulla Strada del Vino)
La chiesa di Santa Maria Ausiliatrice (o cappella della Madonna del Soccorso) è una chiesa cattolica situata a Favogna di Sopra, frazione del comune di Cortaccia sulla Strada del Vino in provincia di Bolzano; è sussidiaria della parrocchiale di San Leonardo di Favogna di Sotto e fa parte della diocesi di Bolzano-Bressanone.

## Storia

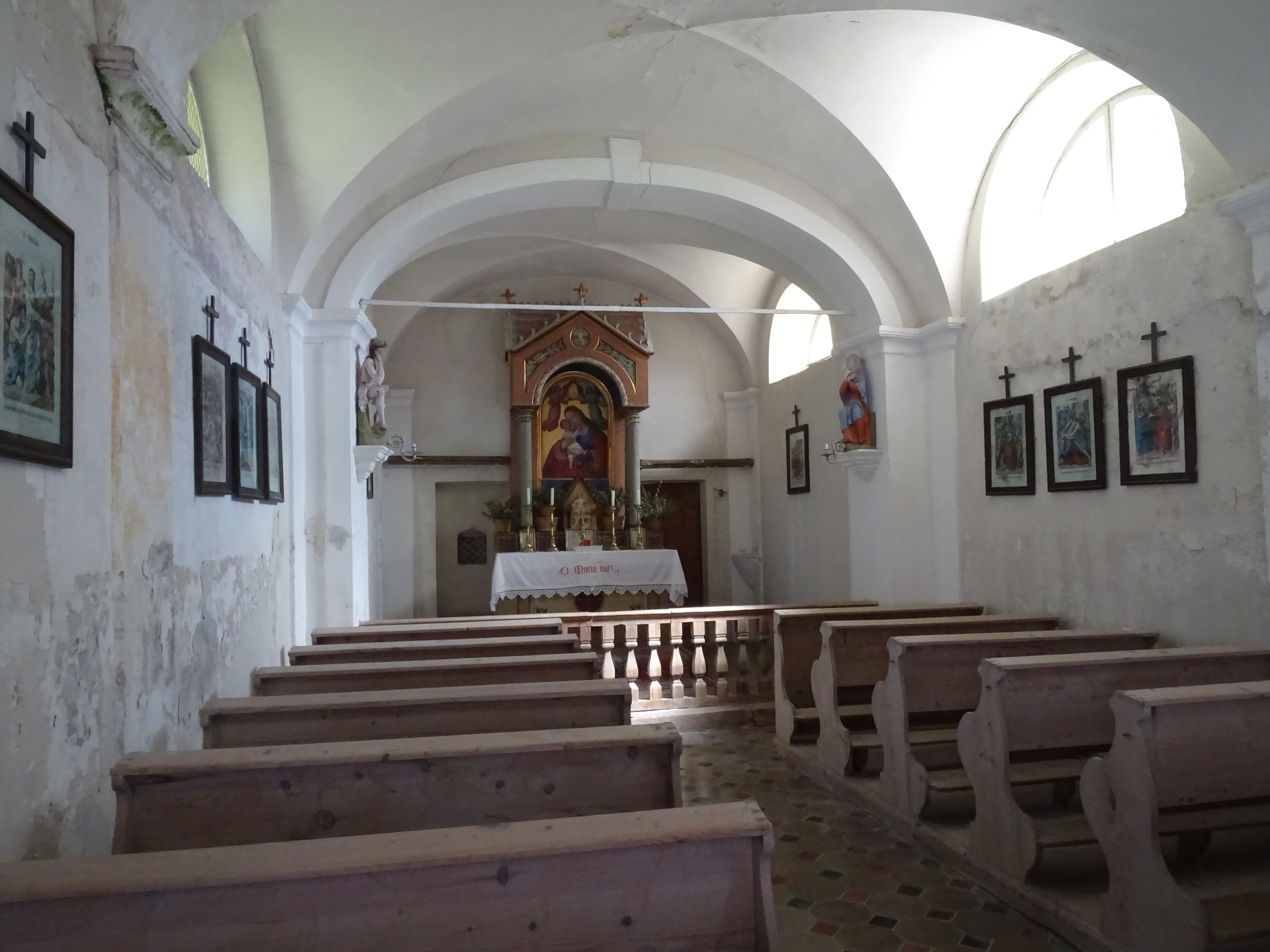
Interno

La chiesetta, citata per la prima volta nel 1698, sorse verso la fine del XVII secolo, a protezione dei viandanti che percorrevano la ripida discesa verso Favogna di Sotto; la scelta dell'intitolazione cadde su Maria Ausiliatrice, un titolo con cui la Madonna era molto venerata a Innsbruck. La costruzione avvenne grazie ai signori di Fenner che l'adoperavano come cappella estiva, ma era frequentata anche dagli abitanti dei masi della zona.
Nel 1729, tramite la messa a disposizione di una tenuta con terreni presso Magrè, si poté provvedere al mantenimento di un sacerdote, e dalla fine del XVIII secolo sino al 1917 ebbe anche un proprio curato, che alloggiava in una canonica nei pressi (ora in rovina). Nel XIX secolo l'edificio venne restaurato, e in quell'occasione vennero rimossi i vecchi arredi inserendo l'altare attuale.

## Descrizione

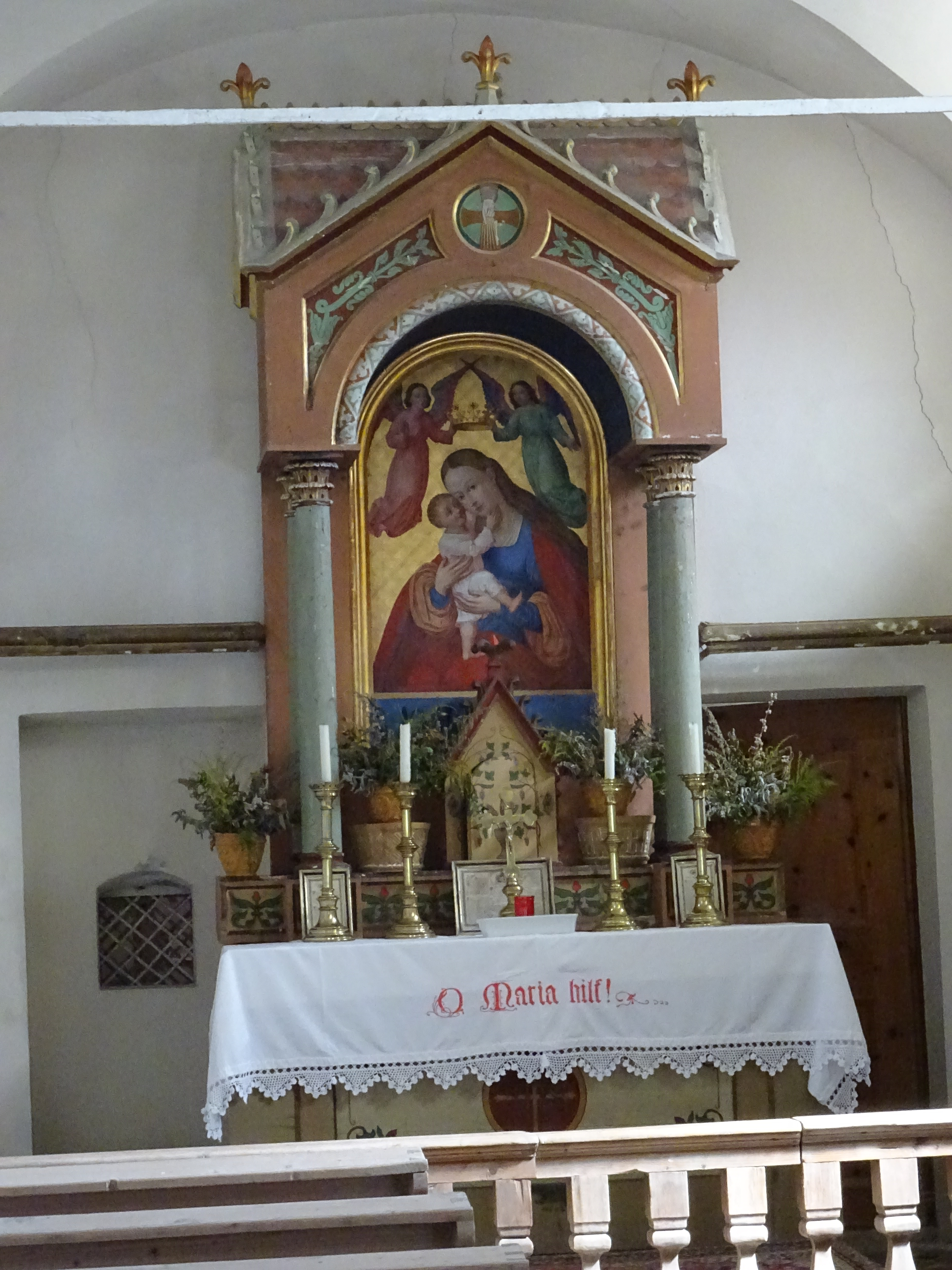
Altare

### Esterno
La costruzione è semplice, a pianta rettangolare, con abside sporgente anch'esso rettangolare; in facciata si aprono il portale, due finestrelle quadrangolari con cornice lapidea, in alto al centro, un oculo, mentre su ogni lato illuminano la navata due finestre a lunetta.
Contro il lato destro della chiesa, a livello con la facciata, si erge il campanile, con cella campanaria aperta da monofore e cuspide piramidale; ospita un'unica campana, fusa nel 1719 da Georg Grasmair di Bressanone e decorata da rilievi raffiguranti la Crocifissione, la Madonna con Bambino e sant'Antonio di Padova.

### Interno
L'interno è poco spazioso, e consiste di una sola navata suddivisa in due campate, conclusa dal presbiterio delimitato da una balaustra; l'altare maggiore neoromanico ha la forma di un retablo a baldacchino e contiene un'icona di Maria Ausiliatrice incoronata da due angeli. Dietro l'altare vi è uno spazio adibito a sagrestia nonché a confessionale.
Tra le altre opere conservate nella chiesa si segnalano due statuine di fine Seicento raffiguranti una Madonna Addolorata e un Cristo flagellato seduto, poste su mensoline ai lati dell'arco santo, e le stazioni della via Crucis dipinte da Andreas Pasqual Minsterperger (di Bressanone ma residente ad Egna) nel 1778; inoltre sono presenti pitture ad affresco attribuibili all'appianese Johann Mair.